# 服武县
服武县，中国古县名。
东魏武定七年（549年），置沭阳郡，领下城县、临渣县、怀文县、服武县四县。南陈太建五年（573年），北伐的陈军攻取沭阳郡，将下城、临渣、服武并入怀文县。故城在沭阳县东北韩山镇一带。